# 卡瓦利大區
6°33′N 7°29′W / 6.550°N 7.483°W

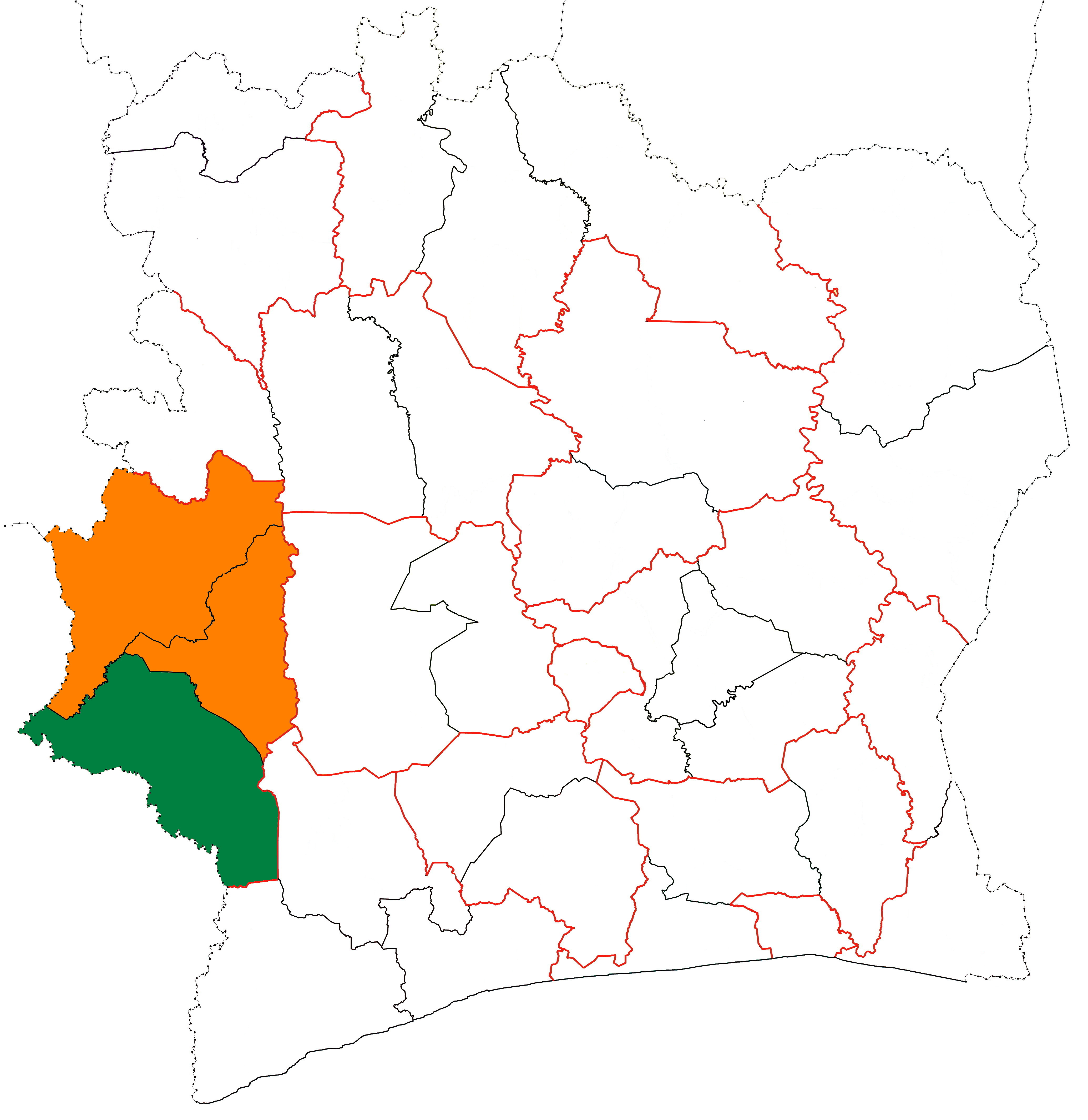
卡瓦利大區在山地區的位置（绿色）

卡瓦利大區（Cavally Region），是科特迪瓦的31個大區之一，位於該國西部，由山地區負責管轄，首府設於吉格洛，始建於2011年，面積11,376平方公里，2014年人口346,768，人口密度每平方公里30人。